# 測候所
測候所（そっこうじょ）は、気象庁管区気象台の下部組織に当たる地方機関であり、その地方における気象の観測を行い、天気予報・暴風警報などを発したり、また地震や火山（噴火）などの観測を行う場所をいう。帯広測候所（北海道）・名瀬測候所（鹿児島県）の2か所ある。
気象官署として人員が配置され、地方気象台が担当する府県予報区の一部分を受け持ち、波浪予報、気象の注意報・警報の発表を行う（気象庁予報警報規程第10条及び第12条）。帯広測候所は釧路地方気象台の管轄する釧路・根室・十勝地方のうち十勝地方を、名瀬測候所は鹿児島地方気象台の管轄する鹿児島県全域のうち奄美地方を、それぞれ担当している。
なお、航空気象に関連する業務を行う「航空測候所」も新千歳航空測候所と那覇航空測候所の2か所ある。
かつて測候所は全国で100か所以上も存在し、有人で気象や地震等の観測を行っていた。技術の高度化により無人・自動観測可能なものが増えたことで、人員の削減により経費節減を図るため、1997年から2010年にかけて2か所を除いて廃止され、特別地域気象観測所へ移行となった。自動化はその後地方気象台にも及び、天気や積雪の観測が自動化されるなどしている。

## 沿革
明治の近代気象業務開始から戦前まで、現在の気象台のほとんどは測候所として設立され業務を拡充してきている。運営していたのは府県や民間で、1937年から1939年にかけて国営に移管した。現在は特別地域気象観測所となった測候所は、有人観測の時代に観測網を広げる過程で順次開設されてきた。
- 1939年（昭和14年）11月1日 - 仙台測候所から、仙台地方気象台（現：仙台管区気象台）、名古屋測候所から、名古屋地方気象台に改称
- 1943年（昭和18年）11月15日 - 金沢、米子地方気象台から金沢、米子測候所に改称。新潟、広島測候所から新潟、広島地方気象台に改称。
- 1945年（昭和20年）8月11日 - 高松測候所から、高松管区気象台（現：高松地方気象台）に改称
- 1952年（昭和27年）4月1日 - 鹿児島測候所から、鹿児島地方気象台に改称[3]
- 1957年（昭和32年）9月1日 - 旭川、室蘭、釧路、網走、稚内、青森、盛岡、秋田、山形、福島、水戸、宇都宮、前橋、熊谷、銚子、横浜、甲府、長野、富山、金沢、福井、岐阜、静岡、津、彦根、京都、奈良、和歌山、鳥取、松江、岡山、徳島、松山、高知、下関、佐賀、熊本、大分、宮崎測候所から、地方気象台に改称
- 1997年から2010年10月1日 - 16次に亘って測候所の自動化・無人化を実施。103か所を特別地域気象観測所へ移行、1か所を地域気象観測所へ移行。帯広・名瀬の2か所は存続。

## 特別地域気象観測所等へ移行した地点
1997年から2010年にかけて自動化・無人化を行った104か所は以下の通り。
なお、八丈島および潮岬（リスト中※印）では、従前の観測のうち高層気象観測（ラジオゾンデ放出）を引き続き最低限の人員により現地にて継続している。根室と米子でも高層気象観測を行っていたが、2010年に釧路と松江にそれぞれ移転した。
室戸岬は移行後も併設の気象レーダー施設が存続している。
特別地域気象観測所へ移行
一般アメダスよりも多い、気圧、気温、湿度、風向、風速、降水量、積雪の深さ、視程、天気、日照時間を観測する。
- 1997年3月1日 〔5測候所〕 -  日光（栃木県）、諏訪（長野県）、伊良湖（愛知県）、上野（三重県）、四日市（三重県）
- 1998年3月1日 〔5測候所〕 -  むつ（青森県）、新庄（山形県）、白河（福島県）、秩父（埼玉県）、伏木（富山県）
- 1999年3月1日 〔3測候所〕 -  小樽（北海道）、羽幌（北海道）、広尾（北海道）
- 2000年3月1日 〔5測候所〕 -  平戸（長崎県）、人吉（熊本県）、延岡（宮崎県）、都城（宮崎県）、阿久根（鹿児島県）
- 2001年3月1日 〔7測候所〕 -  萩（山口県）、剣山（徳島県）[7]、多度津（香川県）、宿毛（高知県）、飯塚（福岡県）、佐世保（長崎県）、日田（大分県）
- 2001年4月1日 〔1測候所〕 -  伊吹山（滋賀県）[8]
- 2002年3月1日 〔6測候所〕 -  津山（岡山県）、呉（広島県）、福山（広島県）、牛深（熊本県）、名護（沖縄県）、西表島（沖縄県）
- 2003年3月1日 〔5測候所〕 -  石巻（宮城県）、三島（静岡県）、姫路（兵庫県）、洲本（兵庫県）、境（鳥取県）
- 2003年10月1日 〔5測候所〕 -  河口湖（山梨県）、石廊崎（静岡県）、網代（静岡県）、油津（宮崎県）、枕崎（鹿児島県）
- 2004年10月1日 〔5測候所〕 -  苫小牧（北海道）、雄武（北海道）、北見枝幸（北海道）、深浦（青森県）、久米島（沖縄県）
- 2005年10月1日 〔5測候所〕 -  敦賀（福井県）、高山（岐阜県）、浜松（静岡県）、宇和島（愛媛県）、雲仙岳（長崎県）
- 2006年10月1日 〔5測候所〕 -  岩見沢（北海道）、倶知安（北海道）、大船渡（岩手県）、館山（千葉県）、飯田（長野県）
- 2007年10月1日 〔13測候所〕 -  江差（北海道）、紋別（北海道）、八戸（青森県）、宮古（岩手県）[9]、勝浦（千葉県）、高田（新潟県）、相川（新潟県）、松本（長野県）、尾鷲（三重県）、豊岡（兵庫県）、浜田（島根県）、清水（高知県）、種子島（鹿児島県）
- 2008年10月1日 〔10測候所〕 -  寿都（北海道）、留萌（北海道）、小名浜（福島県）、富士山（静岡県）、米子（鳥取県）、西郷（島根県）、室戸岬（高知県）、屋久島（鹿児島県）、沖永良部（鹿児島県）、与那国島（沖縄県）
- 2009年10月1日 〔10測候所〕 -  浦河（北海道）、酒田（山形県）、大島（東京都）、三宅島（東京都）、八丈島（東京都）※、軽井沢（長野県）、潮岬（和歌山県）※、厳原（長崎県）、福江（長崎県）、阿蘇山（熊本県）
- 2010年10月1日 〔6測候所〕 -  根室（北海道）、若松（福島県）、千葉（千葉県）、御前崎（静岡県）、輪島（石川県）、山口（山口県）

廃止
- 2002年3月1日 - 森（北海道）
  - 森測候所は北海道駒ヶ岳の火山観測を目的に設置された経緯があり、札幌管区気象台に火山監視・情報センターが設置され遠隔監視となったことで廃止された。なお、気象観測はアメダス「森」として継続。ただし統計上、測候所時代の観測データはアメダスとは連続しないものとして扱われている[10][11]。
- 2017年11月7日 - 阿蘇山（熊本県）
  - 阿蘇山特別地域気象観測所は1931年に熊本測候所]支所阿蘇火山観測所として阿蘇山の火山及び地震活動を目的として設置され、1939年に国営移管に伴い観測所を廃止し、阿蘇山測候所を設置した。2009年10月に測候所が廃止され、火山監視活動は福岡管区気象台へ移行し、気象観測を当観測所で行うこととなったが、火山活動の影響により観測が困難となり、南阿蘇村に設置していた臨時観測所を常設化した南阿蘇地域気象観測所へ気象観測業務を移行した[12][13]。

## 移行による気象観測への影響
特別地域気象観測所へ移行した地点では、雷の観測が廃止されているほか、西日本の多くの地点では積雪の観測が廃止されている。

## 旧測候所施設のその後

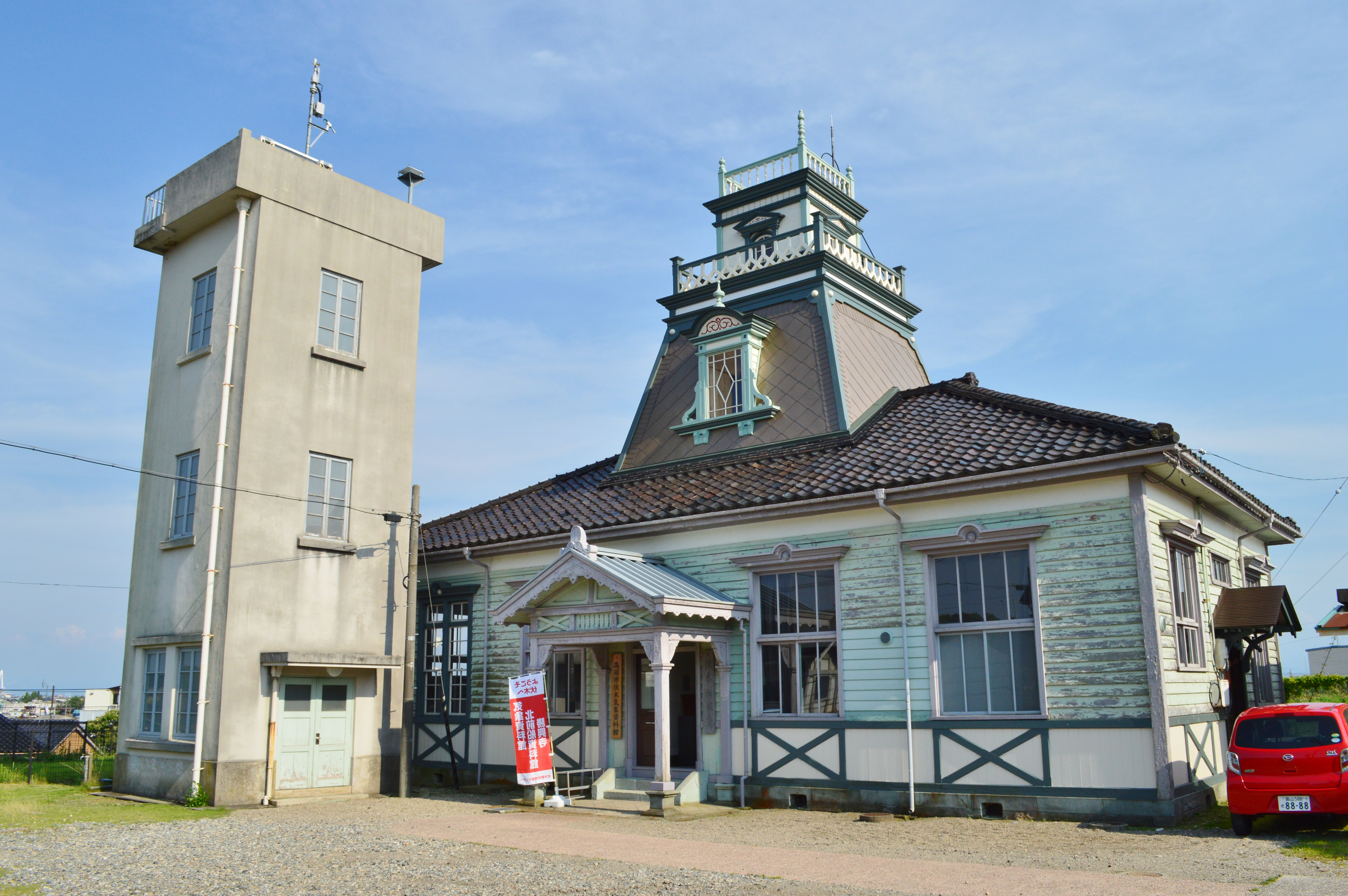
高岡市伏木気象資料館（旧伏木測候所、富山県）

観測施設としての歴史的価値や建築的意義などから、建物が保存され、資料館等になっている旧測候所もある。
- 旧伏木測候所（富山県高岡市） - 庁舎と測風塔が国の登録有形文化財として登録。高岡市伏木気象資料館として一般公開[15][16]。
- 旧飯田測候所（長野県飯田市） - 洋風建築の庁舎が国の登録有形文化財として登録、一般公開[17]。
- 旧三島測候所（静岡県三島市） - 庁舎が国の登録有形文化財として登録、一般公開。エコセンターと名付け環境学習等の拠点としている[18]。
- 旧高山測候所（岐阜県高山市） - 明治初期の庁舎が国の登録有形文化財として登録。飛騨民俗村山岳資料館として一般公開[19]。